# Mas de l'Havanero
El Mas de l'Havanero és un edifici de Falset (Priorat) inclòs a l'Inventari del Patrimoni Arquitectònic de Catalunya.

## Descripció
Es tracta d'un conjunt d'edifici presidit per un cos principal i amb diverses dependències auxiliars. La masia pròpiament dita és de planta rectangular, bastida de maçoneria arrebossada i pintada, de planta baixa i pis i coberta per una teulada a quatre vessants. A la façana s'obren la porta, senzilla i tres petites finestres i tres balcons al primer pis. Sense cap element formal a destacar, la construcció és una mostra representativa de les masies de l'època.

## Història
La construcció d'aquesta masia es degué dur a terme cap al segle xviii sobre un edificació preexistent.